# Luna-park
Luna-park (Луна-парк) è un film del 1992 diretto da Pavel Lungin.

## Trama
Il film racconta del capo di un'organizzazione fascista, che scopre improvvisamente che suo padre è vivo ed è un ebreo di nazionalità.